# Christian Amynt Liebe
Christian Friedrich Hermann Amynt Liebe (* 13. September 1816 in Berlin; † 7. September 1909 in Dresden) war ein preußischer Generalmajor. Wie kaum ein anderer spiegelt er die Entwicklung der deutschen Marine im 19. Jahrhundert wider und prägte über Jahrzehnte ihr Ausbildungswesen.

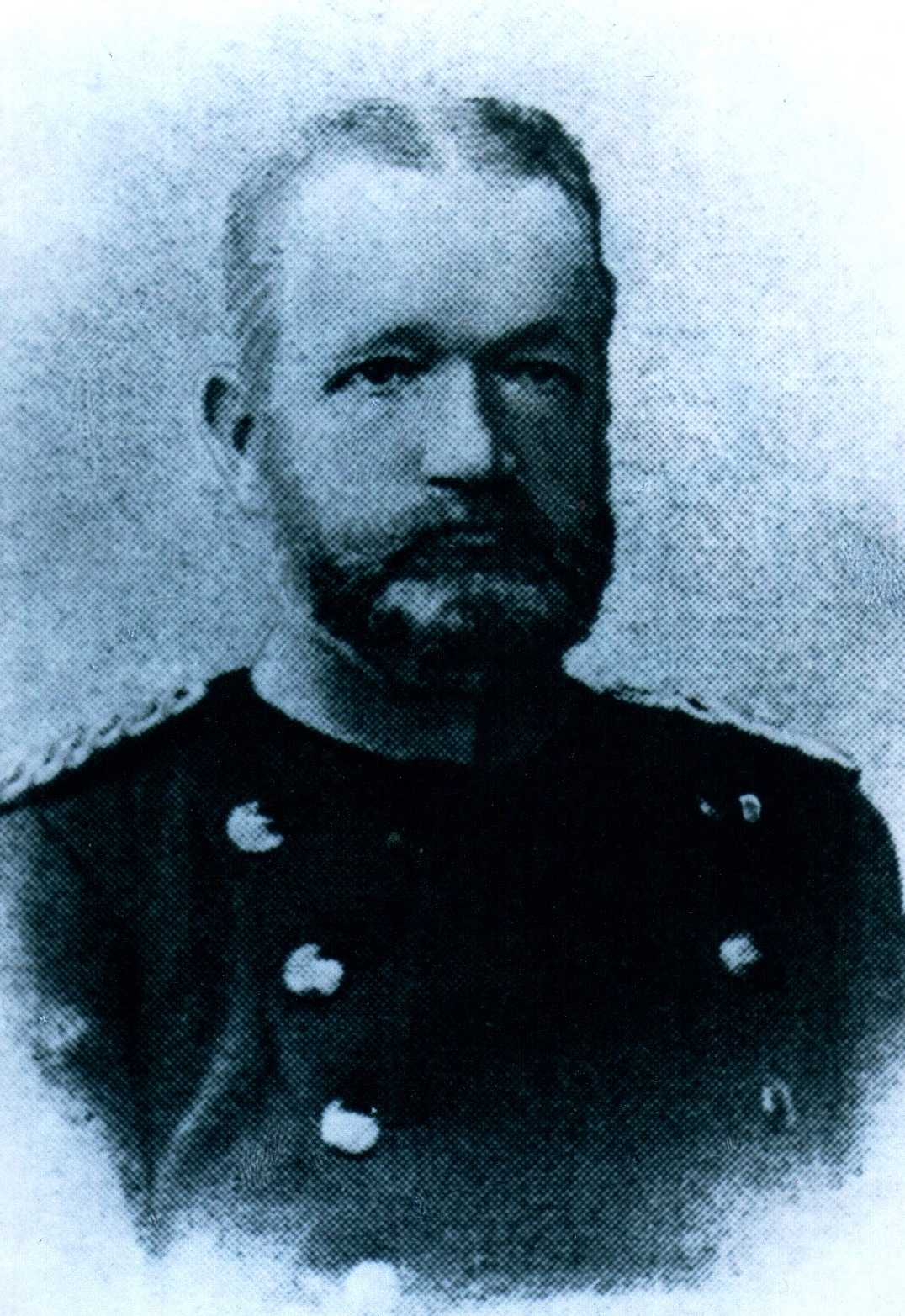
Christian Amynt Liebe (1872)

## Leben

### Herkunft
Christian war ein Sohn des preußischen Majors Christian Moritz Liebe (1774–1829) und dessen Ehefrau Friederike Wilhelmine, geborene Boyen (1787–1866). Der spätere preußische Generalleutnant Oskar Liebe (1823–1909) war sein jüngerer Bruder.

### Militärkarriere
Liebe besuchte die Kadettenhäuser in Potsdam und Berlin. Anschließend wurde er am 8. August 1833 als Sekondeleutnant der Garde-Artillerie-Brigade der Preußischen Armee aggregiert und 1834/35 an die Vereinigte Artillerie- und Ingenieurschule kommandiert. Nach Beendigung dieser Ausbildung wurde Liebe am 11. Oktober 1835 als Artillerieoffizier mit Patent vom 12. Oktober 1833 einrangiert. Anfang November 1837 nahm er seinen Abschied.
Am 24. August 1848 wurde er als Premierleutnant bei der Artillerie der Schleswig-Holsteinischen Armee angestellt. In dieser Eigenschaft nahm Liebe während der Erhebung gegen Dänemark an den Gefechten bei Osterby, Kochendorf, Kosel und Missunde teil. Am 20. Mai 1849 folgte seine Ernennung zum Hauptmann und Chef des Seekadetteninstituts der Schleswig-Holsteinischen Marine in Kiel. Ab dem 12. Januar war Liebe beurlaubt und schied am 31. Mai 1851 aus der Schleswig-Holsteinischen Armee aus.
Unter Übertragung der Funktionen eines Studiendirektors des Marinelehrinstituts in Stettin wurde Liebe am 10. Oktober 1851 als Premierleutnant mit dem Charakter als Hauptmann à la suite des Marinierkorps angestellt. Am 4. Juni 1852 stellte man ihn à la suite des Seebataillons. Liebe war vom 24. August 1852 bis zum 26. Juni 1854 an Bord der Segelfregatte Gefion kommandiert und führte Fahrten nach Westafrika, Süd- und Nordamerika, Westindien, England und dem Orient durch. Anschließend beauftragte man ihn mit der Einrichtung der provisorischen Marineschule Danzig. Nachdem er Mitte Januar 1855 das Patent als Hauptmann erhalten hatte, kam er am 13. Oktober 1855 für elf Jahre als Lehrer und vertretender Leiter an das Seekadetteninstitut Berlin.
Am 30. April 1866 beauftragte man Liebe mit der Wahrnehmung der Geschäfte der aufgelösten Direktion des Seekadetteninstituts, bis er schließlich am 1. November 1866 an die „neue“ Marineschule in Kiel versetzt wurde. Zunächst war er als Militärlehrer tätig und mit der Wahrnehmung der Geschäfte beauftragt. Am 26. März 1867 folgte seine Ernennung zum Direktor. In dieser Stellung avancierte er bis Mitte August 1871 zum Oberst und war ab dem 15. August 1872 zugleich Direktor der Marineakademie. Liebe erhielt am 18. April 1878 den Charakter als Generalmajor. Von Ende Oktober 1878 fungierte er auch als Präses der Studienkommission für die Marineakademie und wurde anlässlich des Ordensfestes im Januar 1880 mit dem Kronenorden II. Klasse ausgezeichnet. Am 22. März 1880 erhielt er das Patent als Generalmajor. Unter Verleihung des Roten Adlerordens II. Klasse mit Eichenlaub wurde Liebe am 17. November 1881 in Genehmigung seines Abschiedsgesuches mit der gesetzlichen Pension zur Disposition gestellt.

### Familie
Liebe verheiratet sich am 12. Juli 1856 in Berlin mit Henriette Amalie Karoline Bennecke (1825–1859). Nach ihrem frühen Tod ehelichte er am 28. Juli 1862 in Berlin Marie-Luise von Lukowitz (1833–1909). Aus den Ehen gingen drei Kinder hervor.